# Клаверек-Ред Милс (Њујорк)
Клаверек-Ред Милс (енгл. Claverack-Red Mills) насељено је место без административног статуса у америчкој савезној држави Њујорк.

## Демографија
По попису из 2010. године број становника је 913, што је 148 (-13,9%) становника мање него 2000. године.
| Група             | 2000.         | 2010.       |
| Белци             | 1.035 (97,5%) | 865 (94,7%) |
| Афроамериканци    | 8 (0,8%)      | 17 (1,9%)   |
| Азијати           | 0 (0,0%)      | 6 (0,7%)    |
| Хиспаноамериканци | 10 (0,9%)     | 13 (1,4%)   |
| Укупно            | 1.061         | 913         |